# 日系ボリビア人
日系ボリビア人（スペイン語: Japonés Boliviano）は、日本人の血を引いたボリビア人である。

## 歴史

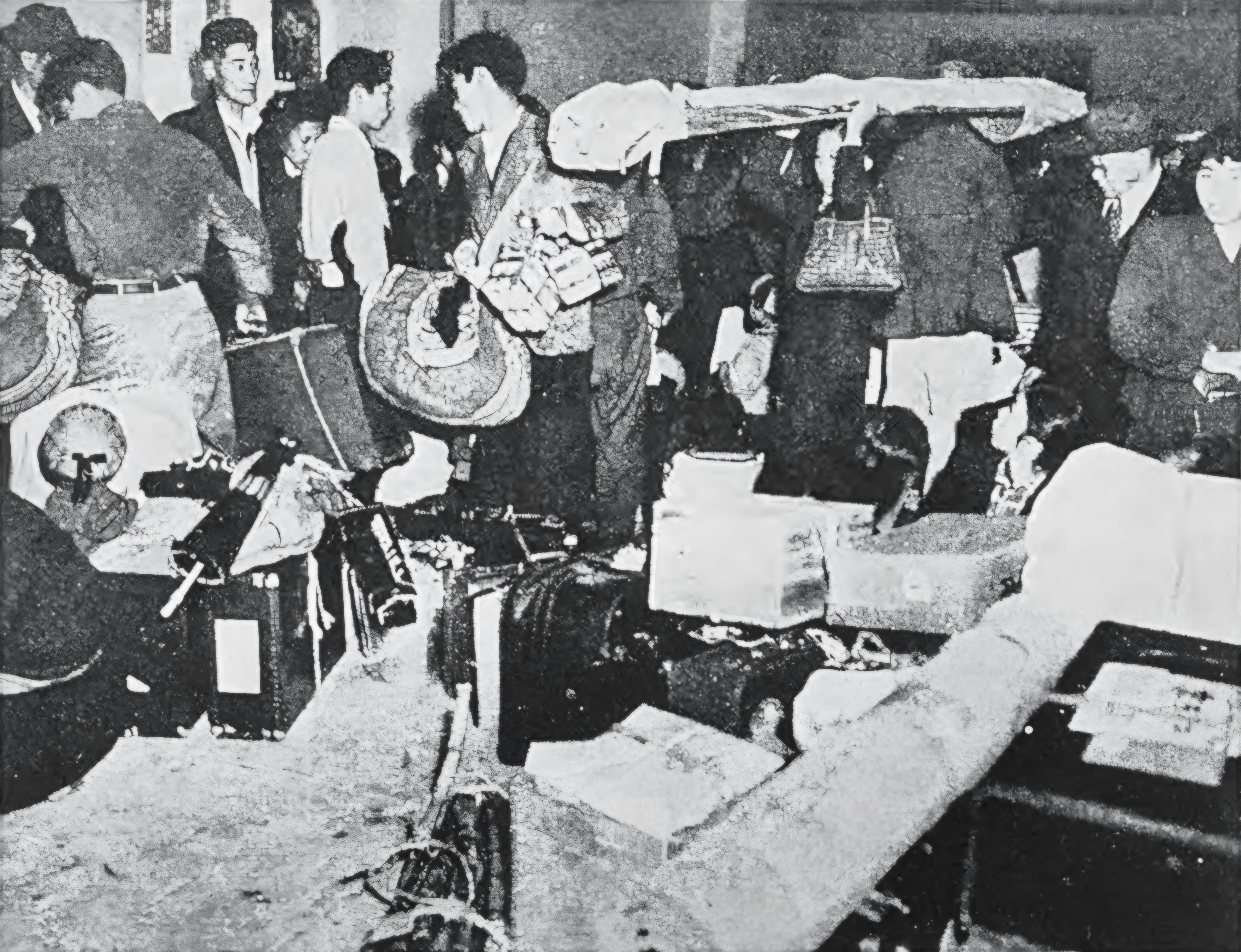
当時のボリビア移民

ボリビアは海に接してなかったので、1950年代までは最初の日本人移住者は隣国のペルーから契約が終わった者から流入した。多くの日本人移住者は沖縄県に起源を持ち、残りの少数は岐阜県、広島県、神奈川県、大阪に起源を持っていた。1899年に、ラパス地域のマピリ川は最初の91人の日本人労働者をゴム農園に委託して受け入れた。その時から、アンデス山脈は数百人単位での日本人労働者を引きよせ、彼等は幸運にも鉱山と鉄道建設の仕事を得た。アマゾン川の奥地の地域は労働者の二番目の目的地となり、またペルーを経てボリビア北西部のゴム・プランテーションで働いた。第一次世界大戦と世界恐慌が終わったことは、日本人労働者をそれぞれゴムと鉱山工業に転換した。リベラルタとラパスといったボリビアの限られた地域では、日本人による商業が栄えた。1930年代には、多くの日本人が居住者として留まり、母国から妻を迎えたり、多くは現地の女性と結婚したりした。このことは分断されたコミュニティに差異を生んだ。
第二次世界大戦が始まると、29人の日系ボリビア人のみがアメリカ合衆国に送還された（日系人の強制収容）。しかし、それ以上に地方政府が排日に関する法律を制定しなかったため、戦争は日系ボリビア人の居住者に影響を与えなかった。
1951年7月、ボリビア政府は海外移住協会経由で日本移民の送り込みを打診。この時点で、ボリビアには1400-1500人の日本人が居住していると伝えられている。政府は日本人難民を暖かく迎え入れた。1954年以降の諸協定は日系ボリビア人の歴史の新しい章と充実した農業移民の流入を、アメリカ合衆国統治下の沖縄や日本本土から案内した。戦争で荒廃した日本からの過剰人口の再移住の必要性は、ボリビア政府のサンタクルス県の東部低地開発の望みと出会った。日本政府からの金融援助を得てコロニア・オキナワとサン・フアン・デ・ヤパカニが建設された。二つの移住地は異なったコミュニティとして、一つは沖縄県の、他方は本土の、アイデンティティを持ち、現在もまたボリビア生まれの世代から変遷を経ている。

## 言語と宗教
多くの日系ボリビア人はスペイン語しか話さず、ごく少数が日本語を話すことが出来る。地域では大多数の日系ボリビア人はカトリック教徒であり、残りは仏教徒と神道である。

## 著名な日系ボリビア人
- ペドロ・シモセ - 作家、詩人
- ミチアキ・ナガタニ - コンサルタント会社社長、国会議員、大統領候補者
- エルネスト・フレディ・マイムラ - 医師、ゲリラ戦士。キューバで医学を学び、かつてボリビアにチェ・ゲバラが潜入した際に、ゲバラと共に戦った。
- マリー・マエムラ・ウルタード - 社会活動家。フレディ・マエムラの姉。フレディの伝記『革命の侍』（2008）の著者。
- エクロル・ソラーレス・マエムラ - 弁護士。マリー・マエムラの息子。フレディの伝記『革命の侍』（2008）の著者。日系ボリビア人史の研究を続けている。
- マサカツ・ハイメ・アシミネ・オオシロ - 駐日大使（在任: 2007～2009年）
- ルイス・マサハル・ヒガ・トミタ - 駐日大使（在任: 2011～2013年）
- 新垣まゆみ - 政治家

## 脚註
1. ↑  ボリヴィアも移民受入『日本経済新聞』昭和26年7月18日3面